# Commissie voor Boekhoudkundige Normen
De Commissie voor boekhoudkundige normen, afgekort CBN, is een autonome Belgische instelling die de regering en het parlement adviseert bij het opstellen van de uitvoeringsbesluiten m.b.t. de boekhoudwetgeving.
Zij draagt aan de hand van niet-bindende adviezen en aanbevelingen bij tot de ontwikkeling van de regels van het boekhouden en helpt mee de beginselen te bepalen van een regelmatige boekhouding.
De Minister van Economie of Middenstand kan, na een beredeneerd advies van de CBN, toestaan dat wordt afgeweken van bepaalde boekhoudkundige regels.
Ondanks de niet-bindendheid van haar adviezen, geniet de CBN van een groot gezag wat betreft regels inzake boekhouden en jaarrekeningen.
De CBN werd opgericht krachtens het Koninklijk besluit van 21 oktober 1965 ter uitvoering van de Wet van 17 juli 1975.